# 6361 Koppel
A 6361 Koppel (ideiglenes jelöléssel (6361) 1978 VL11) a Naprendszer kisbolygóövében található aszteroida. Eleanor F. Helin és Schelte J. Bus fedezte fel 1978. november 7-én.